# Тарутинська волость
Тарутинська волость — адміністративно-територіальна одиниця Аккерманського повіту Бессарабської губернії.
Станом на 1886 рік — складалася з єдиного поселення, єдиної сільської громади. Населення — 2498 осіб (1265 осіб чоловічої статі та 1233 — жіночої), 741 дворове господарство.
|                     | Площа, десятин | У тому числі орної, дес. |
| ------------------- | -------------- | ------------------------ |
| Сільських громад    | 7682           | 5454                     |
| Приватної власності | —              | —                        |
| Казенної власності  | —              | —                        |
| Іншої власності     | 120            | 96                       |
| Загалом             | 7802           | 5550                     |

Єдине поселення волості:
- Тарутине (Анчакрак) — колонія за 104 версти від повітового міста, 2498 осіб, 278 дворів, лютеранська церква, 3 єврейські молитовні будинки, школа, лікарня, аптека, тютюнова та прядильна фабрика, сукновальня, 2 заводи мінеральної води, лавки, 2 трактири, 13 винних погребів, базари через 2 тижні.